# Voiajul în lună (film)
Le voyage dans la lune (Voiajul în lună, 1902) constituie cel mai cunoscut film realizat de Georges Méliès, printre altele și prin faptul că folosește metoda trucajului din plin.

## Prezentare
Un grup de savanți efectuează o călătorie în lună la bordul unui "vehicul spațial" în formă de obuz. Acolo ei întâlnesc o lume fantastică, populată de ciuperci uriașe și omuleți stranii. Când sunt loviți omuleții dispar lăsând în urma lor un fel de fum. Aflați sub amenințarea lor, savanții se reîntorc pe pământ. Povestea este bazată pe romanele lui Jules Verne (De la Pământ la Lună) și/sau H. G. Wells (Primii oameni în Lună).

## Producție și lansare
După ce a terminat filmul, Méliès a intenționat să-și vândă producția oamenilor de bâlci, cei care se ocupau cu prezentarea filmelor de obicei, teatrelor, cabaretelor. Cerând o sumă de 500 franci pentru o copie, doar câțiva cumpără filmul. După succesul rețetei de casă obținuți de aceștia, mulți revin și-i cumpără producția, Méliès trezindu-se un om bogat. Aceasta îl determină să ducă filmul în S.U.A., ceea ce i-ar fi adus profituri uriașe. Însă, tehnicienii lui Thomas A. Edison furaseră un negativ făcând copii ale filmului, difuzându-l în toată America la doar câteva săptămâni de la lansare acestuia în Franța. Méliès abia își vinde câteva copii, 5 sau 6 la număr. Méliès, vrea să-l dea în judecată, însă nefiind în vigoare nicio lege privind dreptul de autor și faptului că Edison îi replică acestuia că folosește pelicula lui cu perforații, nu ajunge la nici-un rezultat. Poate că de aici începe declinul financiar a lui Méliès.
Parte bună însă a acestui episod este că odată cu prezentare acestui film, se demonstrează că cinematograful nu este o activitate de bâlci, că cinematograful este o industrie care poate aduce profituri uriașe și că trebuie să aibă sală specializată.
Așa apare într-un cartier al Los Angelesului numit Hollywood prima sală specializată în proiecția filmelor, primul cinematograf
Soarta face ca în anul 2002 să fie descoperită o copie a acestui film într-un depozit din [Spania, Catalunya]. Uimitoare au fost trei lucruri: faptul că filmul s-a păstrat așa de bine, faptul că e cea mai completă copie existentă astăzi dar mai ales faptul că a fost colorată de mână. Filmul a fost restaurat și prezentat la Festivalul Filmului Mut Pordonone în anul 2003.